# إسماعيل التلاوي
إسماعيل التلاوي مستشار مفوضية العلاقات العربية والصين الشعبية - حركة فتح، أمين عام اللجنة الوطنية الفلسطينية للتربية والثقافة والعلوم في فلسطين، عضو المجلس التنفيذي للمظمة الإسلامية للتربية والثقافة والعلوم ايسيسكو، وعضو اللجنة الوطنية العليا للاحتفال بالقدس عاصمة للثقافة العربية لعام 2009 ورئيس لجنة التنسيق لإحتفالية القدس عاصمة للثقافة العربية 2009. حاصل على بكالوريوس في الأدب الإنجليزي من الجامعة المستنصرية في العراق، وماجستير في العلاقات الدولية من جامعة بيرزيت.

## مجال عمله
عمل التلاوي في مجال التربية والثقافة والعمل الدبلوماسي في منظمة التحرير الفلسطينية في عدد من الساحات المختلفة في العراق واليمن والكويت والأردن ولبنان وتونس. وكان على رأس عمله «أمينا عاما للجنة الوطنية الفلسطينية للتربية والثقافة والعلوم» التي تعمل مع المنظمات الدولية والعربية والإسلامية «اليونسكو _ الالكسو _ الأيسيسكو» حتى العام 2014.

## القدس عاصمة الثقافة العربية 2009
لقد كان للجنة الوطنية الفلسطينية للتربية والثقافة والعلوم، الشرف الكبير بأن تبادر إلى طرح فكرة اعتماد القدس عاصمة للثقافة العربية لعام 2009، من خلال طرح أمينها العام إسماعيل التلاوي للفكرة، بالتعاون مع الدكتورة ريتا عوض مدير دائرة الثقافة في الألكسو، على اجتماع اللجنة الدائمة للثقافة العربية، والمنعقد في العاصمة العمانية – مسقط، يومي 3 و 4 نوفمبر 2006، والذي سبق اجتماع الدورة الخامسة عشرة لوزراء الثقافة العرب، والذي اعتمد التوصية في اختتام اجتماعه يوم 8 نوفمبر 2006. وما أن تم اعتماد قرار القدس عاصمة للثقافة العربية لعام 2009 في البيان الختامي لمؤتمر وزراء الثقافة العرب، حتى باشرت اللجنة الوطنية إلى التحضير والاستعداد لإنجاح هذه التظاهرة العظيمة. ووضعت اللجنة الوطنية نصب أعينها أن هذه المناسبة فرصة ثمينة لدعم القدس ومؤسساتها، حتى تظل القدس حية في وجدان الملايين من العرب والمسلمين.
وفي العام 2009، باشرت اللجنة الوطنية للتربية والثقافة والعلوم بدور فعال في دعم المشاريع الثقافية المنفذة تحت شعار القدس عاصمة الثقافة العربية، وإسماعيل قام بدور كبير وفعال في دعم هذه المشاريع، للاحتفاء بالقدس عاصمة للثقافة العربية 2009 فلطالما عمل تحت شعار القدس توحد ولا تفرق.

## مؤسسات مقدسية وشبابية
على مدار عمل اللجنة الوطنية الفلسطينية للتربية والثقافة والعلوم دعمت كثيرًا من المؤسسات والمراكز الثقافية المقدسية وغير المقدسية والشبابية من خلال دعم ورعاية تنفيذ المشاريع والبرامج الثقافية لها وفي مختلف أنحاء الوطن.

## الملتقى الثقافي التربوي الفلسطيني
بفكرة من السيد إسماعيل التلاوي نظمت اللجنة الوطنية عقد الملتقى الثقافي التربوي الثاني في عمان- الأردن في الأول والثاني وذلك استكمالاً لتحقيق أهداف اللجنة الوطنية تجاه الشباب الفلسطيني في الشتات وعلى أرض الوطن، وأهمية جمعهم سوية على الأراضي الأردنية الشقيقة، طالما تعذر لقاءهم على أرض الوطن، وذلك من أجل زيادة ارتباطهم وتواصلهم مع بعضهم البعض، رغم كل المعيقات والعقبات وإجراءات الاحتلال التعسفية.

## حلم تحقق على أرض الوطن
عقد الملتقى الثقافي التربوي الفلسطيني الثالث على أرض الوطن 2010 وكان تحت عنوان «حلمٌ تحقق على أرض الوطن» فيذكر أن الملتقى ضم أكثر من 90 فلسطينيًا من مختلف مخيمات الشتات في لبنان وسوريا والأردن، والخليج العربي وأوروبا، والقدس وفلسطينيي الداخل ومن كافة محافظات الضفة الغربية من كلا الجنسين بما فيهم أعضاء فرقة الكوفية من مخيم عين الحلوة، واستمر لمدة عشرة أيام تخللها زيارات لكافة محافظات الضفة ومدينة القدس وداخل الخط الأخضر، كما والتقى وفد الملتقى الثقافي برئاسة إسماعيل التلاوي بفخامة الرئيس محمود عباس رئيس السلطة الوطنية الفلسطينية ودولة رئيس الوزراء د.سلام فياض وبالعديد من الشخصيات والقيادات بالساحة الفلسطينية. 
موقع اللجنة الوطنية الرسمي
www.pncecs.org